# Spin Me Round - Fammi girare
Spin Me Round - Fammi girare (Spin Me Round) è un film del 2022 diretto da Jeff Baena, co-autore della sceneggiatura insieme ad Alison Brie.

## Trama
Amber, la manager di una catena di ristoranti di Bakersfield, vince un viaggio per partecipare ad un programma di immersione educativa del franchising a Pisa. Qui, Amber conosce il ricco e carismatico proprietario della catena, Nick, che dà una svolta inaspettata al viaggio.

## Produzione
Nel maggio 2021 stato annunciato che Jeff Baena e Alison Brie si sarebbero riuniti per scrivere e dirigere un lungometraggio dal titolo Spin Me Round. Brie avrebbe recitato nel film insieme ad Aubrey Plaza, Alessandro Nivola, Molly Shannon e Lil Rel Howery. Le riprese sono iniziate in Italia nel giugno 2021.

## Promozione
Il primo teaser trailer del film è stato diffuso l'8 luglio 2022.

## Distribuzione
Il film è stato presentato in anteprima al festival South by Southwest il 12 marzo 2022. È stato distribuito il 19 agosto 2022 da IFC Films nei cinema e da AMC+ su video on demand. In Italia è stato trasmesso per la prima volta su Sky Cinema Uno il 29 novembre 2023.